# K4カンパニー
『K4カンパニー』（ケーフォーカンパニー）は、2017年から2022年にかけて毎週月曜日19時にYouTubeとニコニコ動画から配信されていた小松昌平、益山武明、増元拓也、濱健人4人による声優バラエティ番組。
2017年8月7日から1st シーズンが配信開始。2022年12月18日をもって活動を休止した。

## 概要
2017年8月7日に『小益増濱商事（仮）』という名前で活動開始。同日配信の第1回番組内において番組正式タイトルを出演者4人で考案。『K4カンパニー』という名前に決まり、第2回配信から正式に『K4カンパニー』として番組が開始した。視聴者のことを「社員」と呼んでいる。
2019年4月29日からK4カンパニー発のプロジェクトとして「HANDEAD ANTHEM」が始動、2021年3月26日には映画｢K4カンパニー THE MOVIE 〜あの日のダンボール〜｣が公開された。
2022年12月18日をもって活動を休止した。

## 出演者

### メンバー
小松昌平
- 誕生日：4月14日 / メンバーカラー：青春の青     / 所属：スポーツ推進部、コンテンツ事業部 

益山武明
- 誕生日：4月14日 / メンバーカラー：夏風の緑     / 所属：広報部、商品開発部 

増元拓也
- 誕生日：3月19日 / メンバーカラー：漆黒の紫     / 所属：商品開発部、スポーツ推進部 

濱健人
- 誕生日：2月7日 / メンバーカラー：ピンク     / 所属：キャラクター企画部、コンテンツ事業部 

※メンバーカラーのピンクは「おバカなピンク」と称される場合もある。

### キャラクター
Kゴリラ
1stシーズンの第2回配信内の企画によって生まれたK4カンパニーのマスコットキャラクター。番組内では出演者から1キャラずつ提案があったが、Twitterでのアンケート結果により番組マスコットはKゴリラに決定した。キャラクターデザインは濱健人。通称「Kゴリくん」。番組内やイベント時に度々登場する。
ケーシロウ
2ndシーズンの第5回配信でTwitter宣伝用キャラクターを考えた際に生まれたキャラクター。2020年4月22日にリリースされたK4カンパニーの公式アプリ内でも登場する。キャラクターデザインは増元拓也。
Kラッコ / 猫田さん / Kガニくん
上記配信内にて小松昌平、濱健人、益山武明が考案したキャラクター。Twitter宣伝用キャラクターに選ばれることはなかったものの、公式アプリ内にて起用されている。

### ゲスト
| 配信回                                     | 配信日                | ゲスト                                         | 備考 |
| 2018年（1stシーズン）                      | 2018年（1stシーズン） | 2018年（1stシーズン）                          | 2018年（1stシーズン） |
| ------------------------------------------ | --------------------- | ---------------------------------------------- | --- |
| 第24回                                     | 7月9日                | 代永翼                                         | 上司として出演。同配信以外にも、楽曲「K for...」やそれに伴った社員メッセージ動画にも出演している。                                       |
| 2019年（2ndシーズン）                      |                       |                                                | |
| 第10回                                     | 6月10日               | 新祐樹、保住有哉                               | インターン生として出演。 |
| 第11回                                     | 6月17日               | 新祐樹、保住有哉                               | インターン生として出演。 |
| 第28回                                     | 10月14日              | 俳協K4（笠間淳、狩野翔、熊谷健太郎、梶原岳人） | 苗字に「K」がつく俳協所属の声優4人が『俳協K4』として登場。 2020年2月16日に行われたイベント「K4 DREAM MATCH」に出演することも発表された。 |
| 第29回                                     | 10月21日              | 俳協K4（笠間淳、狩野翔、熊谷健太郎、梶原岳人） | 苗字に「K」がつく俳協所属の声優4人が『俳協K4』として登場。 2020年2月16日に行われたイベント「K4 DREAM MATCH」に出演することも発表された。 |
| 「K4 DREAM MATCH～鳴らせ！始業のゴング～」 | 11月11日              | 俳協K4（笠間淳、狩野翔、熊谷健太郎、梶原岳人） | 「K4 DREAM MATCH～鳴らせ！始業のゴング～」の告知動画。                                                                                   |
| 2020年（2ndシーズン）                      |                       |                                                | |
| 第40回                                     | 1月13日               | 俳協K4                                         | |
| 第41回                                     | 1月20日               | 俳協K4                                         | 俳協K4のメンバーカラー公開。 |
| 第48回                                     | 3月9日                | 新祐樹、保住有哉                               | インターン生から内定者となる。 |
| 2021年（3rdシーズン）                      |                       |                                                | |
| 第42回                                     | 1月18日               | 俳協K4                                         | K4カンパニーTHE MOVIEへのゲスト出演決定                                                                                                  |
| 第43回                                     | 1月25日               | 俳協K4                                         | |

## ディスコグラフィ
ここでは便宜上小松昌平、益山武明、増元拓也、濱健人の4人のことを「K4」と称す。

## ミュージックビデオ
| 公開日        | タイトル   | 備考                         |
| ------------- | ---------- | ---------------------------- |
| 2018年7月16日 | 「K for…」 | 代永翼がゲスト出演している。 |
| 2020年8月15日 | 「link」   |                              |

## 映画
タイトルは『K4カンパニー THE MOVIE ～あの日のダンボール～』。2020年8月15日に放送された「K4カンパニー３周年記念特別生放送～社員集合！７時間夏の事業報告会～」にて、K4カンパニーが映画化することが発表された。シネ・リーブル池袋にて2021年3月26日〜4月8日まで、シネ・リーブル梅田にて3月26日〜4月1日まで公開された。
あらすじ
弱小の代理店・タートルクリエイティブは、社運をかけて大型グッズ企画のコンペに参加することに。
プロジェクトリーダーを任されたのは熱血漢の益山。同期入社のリアリストな増元、定時ダッシュの敏腕エンジニアの濱、雑用をこなす愛されキャラの小松もチームに加わってプロジェクトは動き出す。しかし初めてのリーダーへのプレッシャーのせいか、益山は情熱が空回り。増元からは「リーダーとは認めない」と言われてしまう。
さらにその陰で、競合企業キングラビッツの魔の手が迫り……４人は、無事にプロジェクトを成功させることが出来るのか？
キャスト
小松昌平、益山武明、増元拓也、濱健人
笠間淳、狩野翔、熊谷健太郎、梶原岳人、新祐樹、保住有哉、代永翼
スタッフ
原作：Nizista.inc
- 企画プロデュース：K4カンパニー
- 監督：ナカジマセイト
- 脚本：高林ユーキ

## その他コンテンツ

### DVD
- K4カンパニー 慰安旅行 in 河口湖～魅力発掘！はじめての4人旅～（2020年3月23日）[14]

### HANDEAD ANTHEM
2019年4月29日にyoutubeのニジスタch内で配信された生放送「K4カンパニー戦略発表会2019年春」にて、『プロジェクトD』という名前で始動し、同年7月26日に上記のch内にて配信された生放送「コンテンツ事業部重大発表会～ゾンビと過ごす夏の夜～」から『HANDEAD ANTHEM』の名前で本格的にコンテンツが動き始めた。K4カンパニーの4人が全16キャラのキャラクターボイスを務める男性声優×ゾンビ×EDMの新キャラクター音楽プロジェクト。

### K4社内報
2020年4月22日にK4カンパニー公式アプリ「K4社内報」がApp Store、Google Playから配信された。基本DL無料。
アプリ内限定コンテンツとして「限定動画」、「スタッフブログ」、「イベントチケット先行販売」、「スタッフやK4メンバーによる投稿」、「バースデーメッセージ」、「デジタル社員証」などが存在する（1部有料コンテンツ）。